# Alberto Tomba
Alberto Tomba (conocido como Tomba La Bomba; Bolonia, 19 de diciembre de 1966) es un deportista italiano que compitió en esquí alpino; tres veces campeón olímpico y dos veces campeón mundial.

## Trayectoria
Participó en cuatro Juegos Olímpicos de Invierno, entre los años 1988 y 1998, obteniendo en total cinco medallas, dos de oro en Calgary 1988 (en eslalon y eslalon gigante), dos en Albertville 1992 (oro en eslalon gigante y plata en eslalon) y una de plata en Lillehammer 1994 (eslalon).
Ganó cuatro medallas en el Campeonato Mundial de Esquí Alpino entre los años 1987 y 1997.
En la Copa del Mundo consiguió 50 victorias y 88 podios en total. Ganó la clasificación general de la Copa del Mundo en 1995.
Fue el abanderado de Italia en la ceremonia de apertura de los Juegos Olímpicos de Albertville 1992, también fue uno de los últimos portadores de la llama olímpica en la ceremonia de apertura de los Juegos Olímpicos de Turín 2006.
Recibió la Cruz de Oro al Mérito del Ejército (1992), el Collar de Oro al Mérito Deportivo del CONI (1995), la Orden Olímpica de Plata (1999) y el Premio Skieur d’Or en tres ocasiones (1988, 1992 y 1996). En 2020 fue aceptado como miembro de la Academia Laureus.
Fue policía del Cuerpo de Carabineros. Trabajó como comentarista deportivo para la cadena Sky Sport. En 2023 Netflix emitió la película documental Vincere in salita que trata sobre la vida de este esquiador.

## Palmarés internacional
| Juegos Olímpicos   | Juegos Olímpicos       | Juegos Olímpicos  | Juegos Olímpicos |
| Año                | Lugar                  | Medalla           | Prueba           |
| ------------------ | ---------------------- | ----------------- | ---------------- |
| 1988               | Calgary (Canadá)       | Medalla de oro    | Eslalon          |
| 1988               | Calgary (Canadá)       | Medalla de oro    | Eslalon gigante  |
| 1992               | Albertville (Francia)  | Medalla de oro    | Eslalon gigante  |
| 1992               | Albertville (Francia)  | Medalla de plata  | Eslalon          |
| 1994               | Lillehammer (Noruega)  | Medalla de plata  | Eslalon          |
| Campeonato Mundial |                        |                   |                  |
| Año                | Lugar                  | Medalla           | Prueba           |
| 1987               | Crans-Montana (Suiza)  | Medalla de bronce | Eslalon gigante  |
| 1996               | Sierra Nevada (España) | Medalla de oro    | Eslalon          |
| 1996               | Sierra Nevada (España) | Medalla de oro    | Eslalon gigante  |
| 1997               | Sestriere (Italia)     | Medalla de bronce | Eslalon          |